# Lofsöngur
Lofsöngur (isl., "Lovsång") är Islands nationalsång. Texten är skriven av Matthías Jochumsson och musiken av Sveinbjörn Sveinbjörnsson.
| Ó, guð vors lands! Ó, lands vors guð! Vér lofum þitt heilaga, heilaga nafn! Úr sólkerfum himnanna hnýta þér krans þínir herskarar, tímanna safn. Fyrir þér er einn dagur sem þúsund ár og þúsund ár dagur, ei meir: eitt eilífðar smáblóm með titrandi tár, sem tilbiður guð sinn og deyr. Íslands þúsund ár, eitt eilífðar smáblóm með titrandi tár, sem tilbiður guð sinn og deyr. Ó, guð, ó, guð! Vér föllum fram og fórnum þér brennandi, brennandi sál, guð faðir, vor drottinn frá kyni til kyns, og vér kvökum vort helgasta mál. Vér kvökum og þökkum í þúsund ár, því þú ert vort einasta skjól. Vér kvökum og þökkum með titrandi tár, því þú tilbjóst vort forlagahjól. Íslands þúsund ár voru morgunsins húmköldu, hrynjandi tár, sem hitna við skínandi sól. Ó, guð vors lands! Ó, lands vors guð! Vér lifum sem blaktandi, blaktandi strá. Vér deyjum, ef þú ert ei ljós það og líf, sem að lyftir oss duftinu frá. Ó, vert þú hvern morgun vort ljúfasta líf, vor leiðtogi í daganna þraut og á kvöldin vor himneska hvíld og vor hlíf og vor hertogi á þjóðlífsins braut. Íslands þúsund ár verði gróandi þjóðlíf með þverrandi tár, sem þroskast á guðsríkis braut. | O Gud vårt lands, o vårt lands Gud vi lova ditt heliga, heliga namn! Ur himlasolkretsar knyter Din krans Dina härskaror, timmarnas samling! För Dig är en dag såsom tusen år, och tusen år - en dag, ej mer; En evighetens lilla blomma med skälvande tår som tillber Gud sin och dör. Islands tusen år, Islands tusen år En evighetens lilla blomma med skälvande tår som tillber Gud sin och dör. O Gud, o Gud, vi nedfaller och förnimmer Dig brinnande, brinnande själ, Gud Fader - vår Herre från tidevarv till tidevarv - , och vi ber för vårt heligaste ändamål! Vi ber och tackar i tusen år ty Du är vårt enda skydd. Vi ber och tackar med skälvande tår ty Du tillskapar vårt öde. Islands tusen år, Islands tusen år Vår kyliga morgondags skälvande tår som hettas vid skinande sol. |